# Pomerone
In fisica delle particelle, il pomerone è una particella elementare postulata nel 1961 per spiegare il lieve aumento della sezione d'urto nelle collisioni adroniche ad alte energie. Prende il nome del fisico sovietico Isaak Pomeranchuk.

## Visione d'insieme
Mentre altre traiettorie portano alla caduta della sezione d'urto, il pomerone può portare a sezioni d'urto logaritmicamente crescenti che, sperimentalmente, sono quelle grosso modo costanti. L'individuazione del pomerone e la previsione delle sue proprietà sono state un grande successo della teoria di Regge riguardo alla fenomenologia dell'interazione forte . Negli anni successivi è stato ottenuto un pomerone BFKL in altri regimi cinematici da calcoli perturbativi nella QCD, ma la sua relazione con il pomerone osservato nello scattering ad alta energia resta ancora sconosciuta.
Una conseguenza dell'ipotesi concernente il pomerone è che le sezioni d'urto dello scattering protone–protone e protone–antiprotone corrisponderebbero a energie abbastanza alte. Questo venne dimostrato dal fisico sovietico Isaak Pomeranchuk per mezzo della continuazione analitica, ipotizzando solo che le sezioni non debbano cadere. Lo stesso pomerone è stato introdotto da Vladimir Gribov, che lo incorporava nella teoria di Regge. In seguito Geoffrey Chew e Steven Frautschi introdussero la conoscenza del pomerone in occidente. L'attuale interpretazione del teorema di Pomeranchuk è che il pomerone non abbia cariche conservate, in quanto le particelle su questa traiettoria hanno i numeri quantici del vuoto.
Il pomerone è stato ben accettato negli anni '60, nonostante il fatto che le sezioni d'urto dello scattering di protone-protone e di protone-antiprotone misurate alle energie allora disponibili fossero inadeguate. Negli anni  '90, l'esistenza del pomerone, così come alcune sue proprietà, è stata sperimentalmente ben stabilita, in particolare al Fermilab di Chicago e al centro di ricerca tedesco DESY (Deutsches Elektronen-Synchrotron).
Il pomerone non ha alcuna carica. L'assenza di carica elettrica implica che lo scambio del pomerone non comporta l'abituale sciame della radiazione di Cherenkov, mentre l'assenza di carica di colore implica che tali eventi non emanino pioni.
Questo è in accordo con l'osservazione sperimentale. In collisioni protone-antiprotone ad alta energia, in cui si teorizza che i pomeroni siano scambiati, viene spesso osservato un intervallo di rapidità. Si tratta di una grande regione angolare in cui non vengono rilevate particelle in uscita.

## Odderone
L'odderone è l'equivalente ipotetico del pomerone che porta parità di carica "strana" (odd).
La sua esistenza è stata teorizzata negli anni '70, ma solo il 5 marzo 2021, durante il "LHC Forward Physics meeting", ne è stata annunciata l'effettiva scoperta, frutto della collaborazione tra il gruppo Totem all’LHC e il DØ al Tevatron del Fermilab.

## Teoria delle stringhe
Nella fisica delle particelle, il 'settore pomerone' era ciò che viene adesso chiamato 'settore della stringa chiusa' mentre ciò che veniva chiamato 'settore reggeone' è adesso la 'teoria della stringa aperta'.